# O marxismo, Mariátegui e o movimento feminino

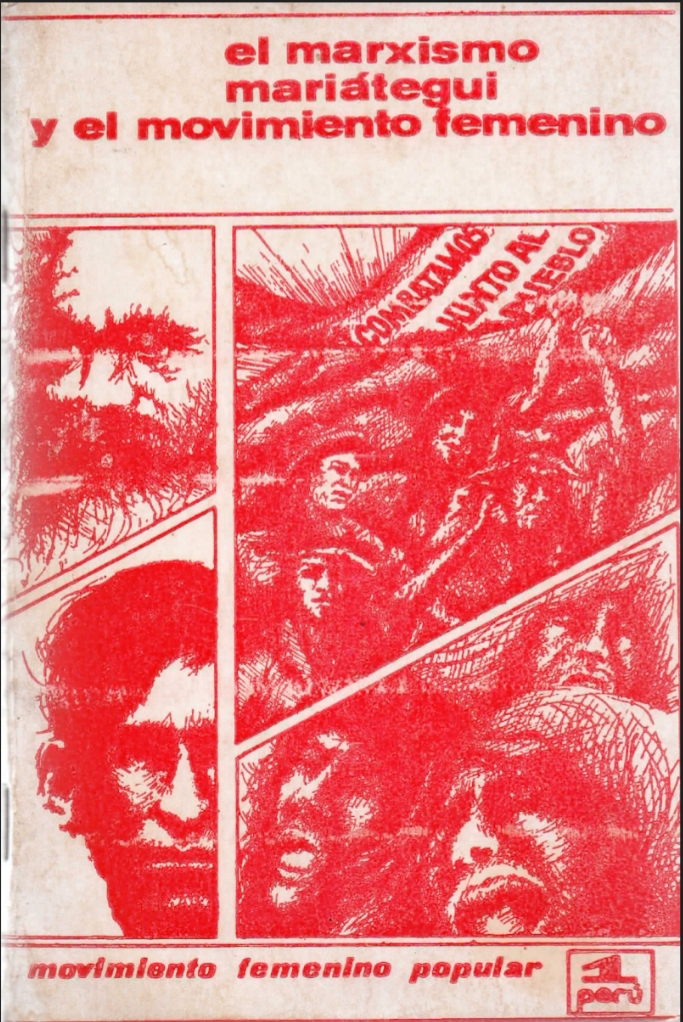
O marxismo, Mariátegui e o movimento feminino

O marxismo, Mariátegui e o movimento feminino é um texto escrito em 1974 pela peruana Catalina Adrianzén, pertencente ao Partido Comunista do Peru-Sendero Luminoso, que tomou seu trabalho como guia para suas diretrizes.
Neste trabalho é apresentada uma crítica aos postulados expostos por Simone de Beauvoir em O Segundo Sexo, enfatizando uma análise tomando como referências Karl Marx e José Carlos Mariátegui.  A politização das massas femininas é proposta a partir de uma proposta de classe, afastando-se da “tese burguesa da libertação das mulheres” que “camufla a raiz da opressão das mulheres”.